# Karel Kroupa
Karel Kroupa (*15. dubna 1950 Bosonohy) je bývalý československý fotbalový útočník, reprezentant a později manažer. V roce 1977 byl vyhlášen Fotbalistou roku, od roku 1980 se stal členem Klubu ligových kanonýrů. Jako hráč získal v sezoně 1977/78 mistrovský titul se Zbrojovkou Brno pod vedením Josefa Masopusta.
Je nejlepším střelcem v historii Zbrojovky Brno, patří k největším ikonám klubu. U příležitosti stého výročí od založení SK Židenice / Zbrojovky Brno byl zvolen Zbrojovákem století (1913–2013). Ve Zbrojovce Brno působil dlouhá léta i jako funkcionář.

## Hráčská kariéra
Kroupovy fotbalové začátky jsou spojeny s rodnými Bosonohami (TJ Sokol Bosonohy), už od žákovských kategorií se objevoval v reprezentačních výběrech Československa. Později přestoupil do TJ Spartaku Královopolská, základní vojenskou službu si odbyl ve VTJ Dukla Tábor. Následně přestoupil do Zbrojovky Brno, kde působil od sezóny 1971/72 do konce roku 1984, s výjimkou 1982/83, kdy hrál ve Zlíně (tehdy Gottwaldov).
Jako hráč Zbrojovky byl vyhlášen Fotbalistou roku 1977, v jejím dresu se stal dvakrát nejlepším střelcem ligy: 1977/78 – 20 branek, 1978/79 – 17 branek (o prvenství se podělil s jiným moravským členem Klubu ligových kanonýrů Zdeňkem Nehodou). Po krátkém působení v Blansku na jaře 1985 zakončil kariéru v rakouských nižších soutěžích, kde strávil plných 6 let (hrál mj. za Gmünd, jako např. Josef Hron).
V roce 2013 byl v hlasování fanoušků, sportovních novinářů a historiků zvolen Zbrojovákem století, tedy nejlepším hráčem ve stoleté historii SK Židenice / FC Zbrojovka Brno.
Když v roce 1977 vyhrál anketu Fotbalista roku, pořádanou od roku 1965, bylo to poprvé, co vyhrál útočník, a zároveň poprvé, co vyhrál hráč z moravského či slezského klubu (dalším byl už jen Drulák z Drnovic v roce 1995).

## 1. liga (TJ Zbrojovka Brno)
V první lize odehrál 277 zápasů a vstřelil 118 gólů (mj. 35 hlavou) – z toho 7 hattricků, vše za Zbrojovku Brno. Nahrál na 102 prvoligové branky. V 1. lize zahrával 29 penalt, přičemž 22 z nich proměnil.
- Debut: 11. srpna 1971, Zbrojovka Brno – Slavia Praha 1:0 (1:0)
- První gól: 29. srpna 1971, VSS Košice – Zbrojovka Brno 2:2 (2:0)
- Stý gól: 20. března 1980, Zbrojovka Brno – Slavia Praha 3:0 (2:0)
- Poslední gól: 21. března 1982, Zbrojovka Brno – RH Cheb 1:0 (1:0)
- Poslední zápas: 5. května 1982, Slovan Bratislava – Zbrojovka Brno 2:0 (1:0)

Je držitelem několika klubových rekordů:
- Nejvíc ligových gólů: 118 (1971/72 – 1981/82)
- Nejvíc gólů v evropských pohárech: 8 (3 ve 4 startech v PMEZ: 1978/79, 5 ve 12 startech v Poháru UEFA: 1979/80 a 1980/81)
- Nejčastěji nejlepším ligovým střelcem: 9× (1973/74 – 1981/82 v řadě)
- Nejvíc ligových hattricků: 7
- Nejvíc ligových sezon s dvouciferným počtem branek: 5 (1974/75, 1976/77 – 1979/80)
- Nejvíc ligových sezon v řadě s dvouciferným počtem branek: 4 (1976/77 – 1979/80)
- Nejvíc ligových sezon v řadě s aspoň 1 hattrickem: 4 (1976/77 – 1979/80)
- Nejvíc ligových gólů na domácím hřišti: 90
- Nejvíc ligových gólů na soupeřových hřištích: 28

### Prvoligové hattricky
- st 21. srpna 1974, TJ Zbrojovka Brno – TJ Sklo Union Teplice 5:2 (2:1)
- so 11. září 1976, TJ Zbrojovka Brno – TJ ZVL Žilina 3:0 (3:0)
- ne 23. října 1977, TJ Zbrojovka Brno – SK Slavia Praha 5:2 (3:1)
- so 25. listopadu 1978, TJ Zbrojovka Brno – TJ Bohemians ČKD Praha 4:0 (3:0)
- ne 27. května 1979, TJ Zbrojovka Brno – TJ Škoda Plzeň 4:0 (3:0)
- ne 28. října 1979, TJ Zbrojovka Brno – TJ Sparta ČKD Praha 3:1 (2:0)
- so 23. února 1980, TJ Zbrojovka Brno – TJ Jednota Trenčín 5:1 (2:0)

## Klubové statistiky
Aktuální k datu : 30. červen 1985
| Sezona    | Klub                   | Země           | Soutěž  | Zápasy | Góly | Minuty |
| --------- | ---------------------- | -------------- | ------- | ------ | ---- | ------ |
| 1966/67   | TJ Spartak KPS Brno    | Československo | 3. liga | –      | –    | –      |
| 1967/68   | TJ Spartak KPS Brno    | Československo | 3. liga | –      | –    | –      |
| 1968/69   | TJ Spartak KPS Brno    | Československo | 3. liga | –      | –    | –      |
| 1969/70   | VTJ Dukla Tábor „B“    | Československo | 3. liga | –      | 6    | –      |
| 1969/70   | VTJ Dukla Tábor        | Československo | 2. liga | –      | 5    | –      |
| 1970/71   | VTJ Dukla Tábor        | Československo | 2. liga | –      | 9    | –      |
| 1971/72   | TJ Zbrojovka Brno      | Československo | 1. liga | 28     | 6    | 2 161  |
| 1972/73   | TJ Zbrojovka Brno      | Československo | 1. liga | 11     | 0    | 533    |
| 1973/74   | TJ Zbrojovka Brno      | Československo | 1. liga | 28     | 9    | 2 383  |
| 1974/75   | TJ Zbrojovka Brno      | Československo | 1. liga | 25     | 10   | 2 154  |
| 1975/76   | TJ Zbrojovka Brno      | Československo | 1. liga | 30     | 7    | 2 574  |
| 1976/77   | TJ Zbrojovka Brno      | Československo | 1. liga | 29     | 17   | 2 543  |
| 1977/78   | TJ Zbrojovka Brno      | Československo | 1. liga | 30     | 20   | 2 679  |
| 1978/79   | TJ Zbrojovka Brno      | Československo | 1. liga | 26     | 17   | 2 217  |
| 1979/80   | TJ Zbrojovka Brno      | Československo | 1. liga | 27     | 16   | 2 345  |
| 1980/81   | TJ Zbrojovka Brno      | Československo | 1. liga | 18     | 9    | 1 540  |
| 1981/82   | TJ Zbrojovka Brno      | Československo | 1. liga | 25     | 7    | 1 936  |
| 1982/83   | TJ Gottwaldov          | Československo | 2. liga | 12     | 3    | –      |
| 1983/84   | TJ Zbrojovka Brno      | Československo | 2. liga | 16     | 7    | –      |
| 1984/85   | TJ Zbrojovka Brno      | Československo | 2. liga | 5      | 0    | –      |
| 1984/85   | TJ Spartak ČKD Blansko | Československo | 4. liga | –      | –    | –      |
| 1971–1982 | Celkem I. liga         |                |         | 277    | 118  | 23 065 |
| 1970–1984 | Celkem II. liga        |                |         | –      | 24   | –      |

V roce 1981 dostal nabídku od řeckého klubu AEK Atény. Kroupa sice splňoval věkový limit (30 let), ale nesplňoval kvóty reprezentačních startů a ligových startů. Přestože se stal v roce 1977 Fotbalistou roku a v době nabídky už byl členem Klubu ligových kanonýrů, přestup mu tehdejším režimem nebyl umožněn.

## Reprezentační kariéra
Premiéru v reprezentačním „A“ mužstvu si odbyl v přátelském zápase proti Švédsku 13. října 1974 v Bratislavě (výhra ČSSR 4:0). První branku vstřelil ve svém 9. startu 22. března 1978, kdy byl jediným střelcem přátelského utkání v Soluni proti Řecku. Posledním jeho zápasem byl přátelský zápas proti Austrálii 3. února 1980 v Sydney (výhra ČSSR 5:0), odehrál jen 12 minut, ale rozloučil se v pořadí 4. reprezentačním gólem ve 21. startu.
Jednou nastoupil i za reprezentační „B“ mužstvo (20. dubna 1977 v Gottwaldově proti Maďarsku, prohra 1:2), neskóroval. Zahrál si i za olympioniky (22. května 1974 v Praze proti Polsku, výhra 5:1), v tomto jediném startu se mu podařilo vstřelit gól hned dvakrát. Dále si připsal 11 startů a 5 branek v reprezentaci do 23 let (později do 21 let), kde nastupoval jako povolený starší hráč. Debutoval zde 13. dubna 1974 v Benešově proti Bulharsku (prohra 0:2) a první branku vstřelil ve svém 6. startu 24. září 1975 v Bielu Švýcarsku „B“ (výhra ČSSR 4:1). Podobně jako v „A“ mužstvu si i v juniorské reprezentaci nechal svůj poslední gól na poslední zápas, který se hrál 5. října 1977 v Curychu jako kvalifikační utkání na mistrovství evropy do 21 let. Junioři Československa zvítězili 2:0 brankami Zbrojováků Janečky a Kroupy.

## Úspěchy
- Mistr Československa: 1977/78
- Fotbalista roku: 1977
- Král ligových kanonýrů: 1977/78, 1978/79
- Člen Klubu ligových kanonýrů: od neděle 12. března 1980, kdy Za Lužánkami vstřelil ve 226. prvoligovém startu svůj 100. gól Františku Zlámalovi v bráně Slavie Praha. Touto brankou zvýšil vedení na 2:0, Zbrojovka nakonec vyhrála 3:0.[6]
- Dne 19. dubna 2017 převzal Cenu Václava Jíry.[7]

## Rodina
Jeho nejstarší syn Mgr. Michal Kroupa (*1976) chytal za juniorku Boby Brno v MSFL, ve 20 letech byl však nucen fotbalu zanechat kvůli zranění. Další syn Karel Kroupa je rovněž fotbalista, i on hrál 1. ligu za Brno. Dcera Barbora Kašpárková je basketbalistka.